# ¿Quién mató a Sara?
¿Quién mató a Sara? is een Mexicaanse thriller-televisieserie die op Netflix is uitgebracht op 24 maart 2021, gemaakt door José Ignacio Valenzuela en geproduceerd door Perro Azul. Seizoen 2 ging in première op 19 mei 2021, gevolgd door het derde en laatste seizoen op 18 mei 2022. De productie vond plaats onder strikte COVID-19-richtlijnen, met opnamelocaties in steden als Mexico-Stad, Guadalajara en Puebla. Bij de release van het eerste seizoen claimde de serie de nummer-één-plek voor meest gestreamde show in de Verenigde Staten en behaalde 55 miljoen huishoudens in de eerste 28 dagen. 

## Verhaal
De serie volgt Álex Guzmán, die na 18 jaar onterechte gevangenisstraf vastbesloten is de moord op zijn zus Sara op te helderen en wraak te nemen op de Lazcano-familie.